# 世宗研究所
世宗研究所は、大韓民国京畿道城南市にある韓国の民間研究所。国の安全と南北統一及び対外関係に必要な研究と教育・研修を通じて国と社会の発展に貢献することをその設立目的としている。1983年10月、ミャンマーのヤンゴンにて勃発したテロ事件を契機にして、設立が構想され、1986年1月18日に正式に発足した。母体は財団法人世宗財団。